# Harry Havilio
Isaac Enrique Havilio, más conocido como Harry Havilio (n. Belgrado, Yugoslavia, 16 de noviembre de 1930; m. Argentina, 18 de julio de 2021), fue un actor yugoslavo residente en Argentina. Cursó sus estudios superiores en Historia en la Universidad de Stanford. Tuvo una destacada trayectoria artística en teatro, cine, TV y publicidad e integró la Fundación Tzedaká para Sobrevivientes de la Shoá. 

## Biografía
Nació en Belgrado, capital del ese entonces Reino de Yugoslavia en noviembre de 1930, donde cursó estudios primarios. Debido a la invasión nazi en la Segunda Guerra Mundial, se trasladó con sus padres y hermano a Buenos Aires, Argentina, lugar en el que completó sus estudios secundarios.
A los 18 años viajó con su hermano a Nueva York con la intención de proseguir con su educación (Columbia 1949 y Stanford, BA en 1954). Luego viajó a Bonn, donde se inscribe en la carrera de Filosofía de Historia, y luego de algunos años en Europa regresa a Buenos Aires.  

### Actividades empresariales
Tras varios fracasados emprendimientos industriales y comerciales, en 1960 logró abrir un local de decoración y regalos ICI Regalos, cuya mayor novedad fue la introducción al país del sistema de regalos de casamiento, convirtiéndose poco tiempo después en el negocio emblemático del rubro. Dicha empresa cerró sus puertas 46 años más tarde.

### Carrera como actor
En 1980 inició su carrera actoral en el teatro con Así es si le parece de Luigi Pirandello y al año siguiente con Leonce y Lena de Georg Büchner. Ese mismo año hizo su primer papel en el cine, protagonizando Diapasón de Jorge Polaco, trabajo que le valió el premio al mejor actor en el Festival de Santa Fe y en el de Locarno. En los próximos dos años se desempeñó en papeles coprotagónicos en varios films locales y al mismo tiempo comenzó a actuar en series y unitarios para la TV, dirigidos por Sergio Renán, Carlos Sorín y otros. En la década de 1990 participó en Casas de fuego de Juan Bautista Stagnaro y en tres películas de Alejandro Agresti, entre éstas Buenos Aires viceversa. A partir del 2000 actuó en producciones extranjeras como The Speed of Thought de Evan Oppenheimer, estrenada en Estados Unidos en febrero de 2010, Les doigts crochés de Ken Scott, estrenada a fines del 2009, y el último film de Roland Joffe, Encontrarás dragones.
Tanto en el teatro como en la TV , Harry Havilio actuó en numerosas obras. Formó parte de un elenco dirigido por Manuel Iedvabni, que puso en escena Tartufo durante 2010. Además del castellano, el inglés y el francés, tenía un buen dominio del alemán.

## Filmografía
- El expediente Santiso (2015)
- La hija  (2015) ...Don Arcadio
- Príncipe azul (2013) ...Gustavo
- The Speed of Thought  (2011) ...Ephraim Lazarus
- Encontrarás dragones (2011) ...Padre Guzmán
- Negro Buenos Aires  (2010) ...Hombre de pareja inglesa
- Les doigts croches  (2009) ...Anciano
- Impunidad (2008)
- Tiempo de valientes  (2005) ...Zubizarreta
- Cama adentro (2004)
- Testosterone (2003) ...Recepcionista
- Plata quemada (2000)
- Diario para un cuento (1998)
- La cruz (1998)
- Quereme así (Piantao) o Astortango (1997)
- Sus ojos se cerraron y el mundo sigue andando (1997)
- Buenos Aires viceversa (1996) ...Tío
- Veredicto final (1996)
- Casas de fuego (1995)
- ¿Dónde estás amor de mi vida que no te puedo encontrar? (1992)
- Naked Tango (1990)
- La sagrada familia (1988)
- El amor es una mujer gorda (1987) ...Comerciante
- Memorias y olvidos (1987)
- Diapasón (1986)
- La cruz invertida (1985)

## Televisión
- Los vecinos en guerra (2013) Serie de TV
- Historias de diván (2013) Serie de TV
- Padre Coraje (2004) Serie de TV
- Tiempo final (2002) Serie de TV
- Infieles (2002) Miniserie TV
- Los médicos de hoy 2 (2001) Serie de TV
- Vulnerables (1999) Serie de TV
- Alas, poder y pasión (1998) Serie de TV
- Lo dijo Papá (1997) Serie de TV
- Archivo Negro (1997)  Serie de TV
- Como pan caliente (1996) Serie de TV
- Montaña rusa, otra vuelta (1996) TV series
- Amigovios (1995) Serie de TV
- Nueve lunas (1995) Serie de TV
- Ficciones (1987) Serie de TV